# Maechidius raucus
Maechidius raucus är en skalbaggsart som beskrevs av Blackburn 1907. Maechidius raucus ingår i släktet Maechidius och familjen Melolonthidae. Inga underarter finns listade i Catalogue of Life.